# Веселовка (Овручский район)
Веселовка (укр. Веселівка) — село на Украине, находится в Овручском районе Житомирской области.
Код КОАТУУ — 1824285002. Население по переписи 2001 года составляет 111 человек. Почтовый индекс — 11162. Телефонный код — 4148. Занимает площадь 54,105 км².

## Адрес местного совета
11162, Житомирская область, Овручский р-н, с.Невгоды